# MacBook

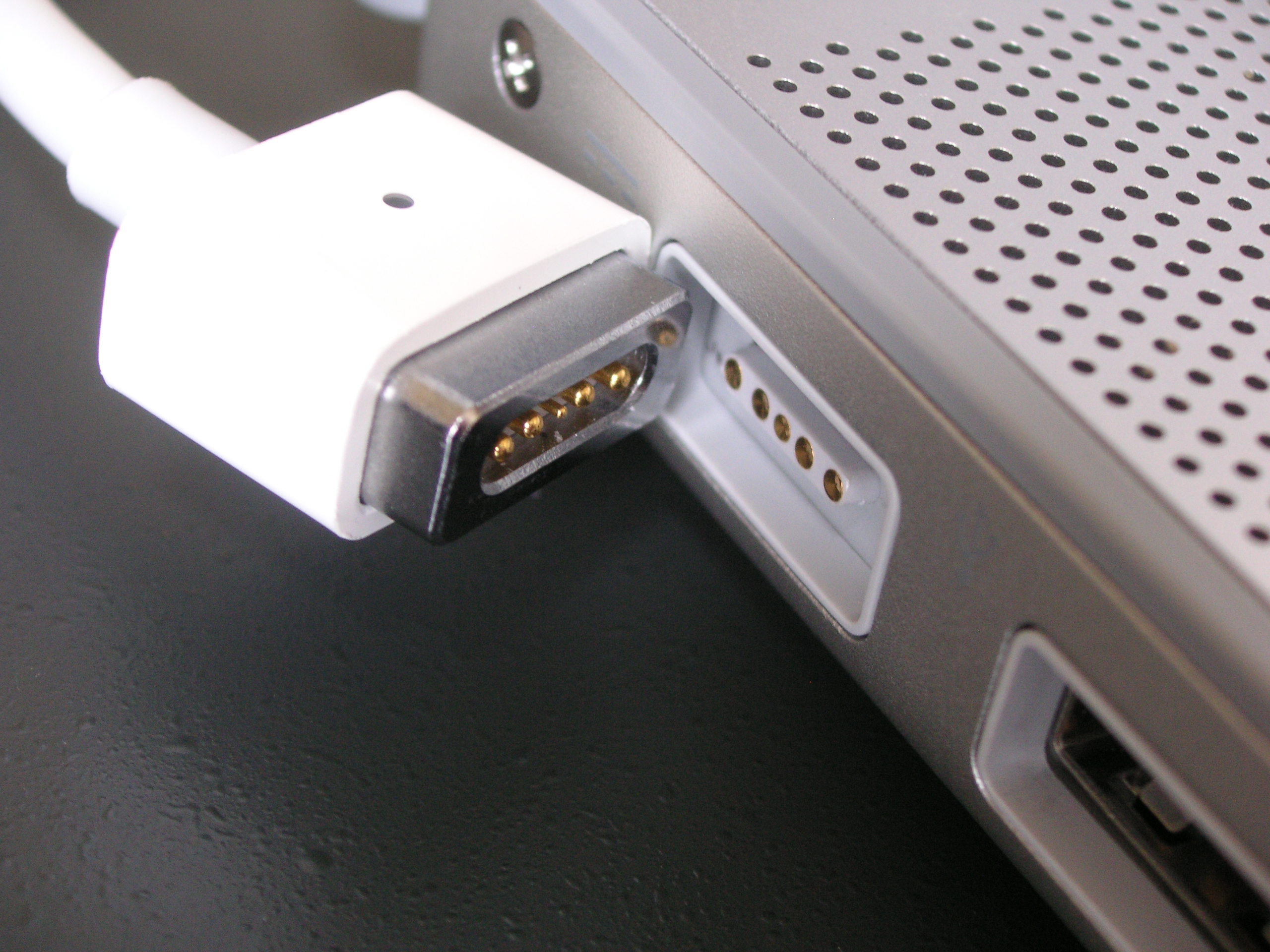
A mágneses MagSafe töltő csatlakozó

A MacBook az Apple hordozható számítógépe volt. Először 2006. május 16-án mutatták be, 2011. júliusáig forgalmazták. Az iBook G4 és a PowerBook 12" utóda volt, a többi Apple számítógéphez hasonlóan Intel processzorral szerelték. A MacBook az Apple elképzelése szerint valahol a MacBook Air fölött, a MacBook Pro alatt lett volna, de valójában nem generált több felhasználót, az Air és a Pro felhasználói közül váltottak erre a 13 inches kijelzős modellre. Az Apple egy idő után nem csak fehér, hanem fekete színben is forgalmazta, a modell gyártásának megszüntetése egyértelműen a sikertelenség következménye.
Az Apple 2015. áprilisában megújítva – Retina kijelző – újra forgalomba hozta a MacBookot 12 inches Retina kijelzővel. Az új kísérlet két frissítést ért meg, majd 2019. júliusában az Apple kivezette a termékporfóliójából.

## 2007-es újítások
- gyorsabb processzor (2,2 GHz)
- 2 GB helyett maximum 4 GB memória
- alaplapi Intel X3100 grafika
- 40 grammal könnyebb
- nagyobb hűtőnyilások
- a billentyűzet Apple jel nélkül, helyette cmd
- második Alt billentyű

## 2008-as újítások
2008. október 14. óta a MacBook Intel Core 2 Duo Penryn processzort használ. Ez nagyobb teljesítményű és kevesebb áramot fogyaszt. Az Apple Remote már nem széria. Ezek a változatok a műanyagnál könnyebb strapabíróbb egy darabból készült (unibody) alumínium házat kaptak. Az Intel chipsetje helyett modern nVidia vezérlő került bele 9400M grafikus processzorral. A chipset lecserélése miatt a memóriát is megváltoztatták, így most már kizárólag a DDR3-as szabvány szerinti modulokkal működik együtt.

## MacBook Air (MBA), MacBook (MB) és MacBook Pro (MBP) számítógépek az időben
A grafikon adatai utoljára 2022. augusztus 21-én frissültek. A szín sötétebb változata az egymást követő gépek megkülönböztetését szolgálja. A színek kezdete a bemutató időpontja, a forgalmazás több esetben is hónapokkal később kezdődött. Megeshet, hogy egy csík végét kitakarja egy másik csík eleje. Előfordul, hogy a gyártás befejezését követően még egy ideig forgalomban marad a Mac adott verziója. A piros vonalak a processzor váltást jelzik.
| A MacBook, MacBook Air és MacBook Pro számítógépek idővonalon |
| --- |
| A grafikon adatai utoljára 2023. október 30-án frissültek. A szín sötétebb változata az egymást követő gépek megkülönböztetését szolgálja. A színek kezdete a bemutató időpontja, a forgalmazás több esetben is hónapokkal később kezdődött. Megeshet, hogy egy csík végét kitakarja egy másik csík eleje. Előfordul, hogy a gyártás befejezését követően még egy ideig forgalomban marad a Mac adott verziója. A piros vonalak a processzor váltást jelzik. Az adatok forrása a Jegyzetekben található. |